# Inés María Chapman Waugh
Inés María Chapman Waugh (* 9. September 1965) ist eine kubanische Politikerin der Kommunistischen Partei Kubas (PCC), die seit 2011 Präsidentin des Nationalen Instituts für Wasserressourcen ist sowie zwischen 2018 und 2019 Vizepräsidentin des Staatsrates war. Sie ist seit 2019 Vizepräsidentin des Ministerrates.

## Leben
Inés María Chapman Waugh absolvierte ein Studium der Fachrichtung Wasserbau an der Ciudad Universitaria „José Antonio Echeverría“ (CUJAE), welches sie als Wasserbauingenieurin beendete. Sie erwarb ferner einen Master in Wissenschaften und war zunächst Mitarbeiterin des Unternehmens für Wasserkraft (Empresa de Hidroeconomía) der Provinz Holguín sowie im Anschluss Delegierte des Nationalen Instituts für Wasserressourcen INRH (Instituto Nacional de Recursos Hidráulicos) für diese Provinz, ehe sie 2011 als Nachfolgerin von René Mesa Villafaña Präsidentin dieses Instituts wurde.
2008 wurde sie Mitglied des Staatsrates (Consejo de Estado de Cuba), dessen Vizepräsidentin sie zwischen 2018 und 2019 war. Ein Jahr später wurde sie 2019 auch Vizepräsidentin des Ministerrates (Consejo de Ministros de Cuba)und befasste sich in dieser Funktion unter anderem mit dem Fortschritt des Nationalen Programms zur Förderung der Frau und der Gesundheitsfürsorge für Mutter und Kind, der Beobachtungsstelle für Geschlechtergleichstellung. und der der Dritten Verbesserung des nationalen Bildungssystems. Des Weiteren ist sie Vorsitzende des Nationalen Rates für Normung, Metrologie, Qualität und Akkreditierung, der Regierungsgruppe zur Betreuung des Nationalen Programms zur Förderung der Frau, der interinstitutionellen Räte der Makroprogramme für Wissenschaft, Technologie und Innovation sowie des Programms für natürliche Ressourcen und Umwelt. Sie ist außerdem Mitglied des Zentralkomitees (ZK) der Kommunistischen Partei Kubas PCC (Partido Comunista de Cuba) sowie seit der VII. Legislaturperiode Abgeordnete der Nationalversammlung der Volksmacht ANPP (Asamblea Nacional del Poder Popular), in der sie den Wahlkreis „336 Banes“ vertritt. Bei der Eröffnung der X. Legislaturperiode der Nationalversammlung sagte sie in einer Rede: „Die gesellschaftliche Teilhabe muss aktiv und nicht passiv sein, damit die Einheit der jungen Menschen in der kubanischen Gesellschaft gefestigt werden kann, auch derjenigen, die außerhalb des Landes leben“. Ferner ist sie Mitglied der Komitees zur Verteidigung der Revolution CDR (Comités de Defensa de la Revolución), des Zentralen Gewerkschaftsbundes CTC (Central de Trabajadores de Cuba) und der Föderation der Frauen Kubas FMC (Federación de Mujeres Cubanas).